# Time Locks and Diamonds
Time Locks and Diamonds er en amerikansk stumfilm fra 1917 af Walter Edwards.

## Medvirkende
- William Desmond som Jim Farrel
- Gloria Hope som Marjory Farrel
- Robert McKim som Crabbe
- Rowland V. Lee som Edgar Seymour
- Mildred Harris som Lolita Mendoza